# Roberto Lezaun Zubiria
Roberto Lezaun Zubiria (Pamplona, 23 de juny de 1967) va ser un ciclista navarrès que fou professional entre 1991 i 1995. Un cop retirat es dedicà al ciclisme de muntanya on aconseguí dues medalles d'or als Campionats del món. Va participar en dues edicions dels Jocs Olímpics.

## Palmarès en ruta
- 1990
  - 1r a la Volta a Navarra
  - 1r a la Santikutz Klasika
- 1991
  - 1r a la Volta a Andalusia

### Resultats a la Volta a Espanya
- 1992. 96è de la classificació general
- 1993. 72è de la classificació general
- 1994. 49è de la classificació general
- 1995. 100è de la classificació general

## Palmarès en ciclisme de muntanya
- 1997
  -  Campió d'Espanya en Camp a través
- 1998
  -  Campió d'Espanya en Camp a través
- 1999
  -  Campió del món en Camp a través per relleus (amb Margalida Fullana, Carlos Coloma i José Antonio Hermida)
- 2000
  -  Campió del món en Camp a través per relleus (amb Margalida Fullana, Iñaki Lejarreta i José Antonio Hermida)